# Comuna Letava, Cemerivți
Letava (în ucraineană Летава) este o comună în raionul Cemerivți, regiunea Hmelnîțkîi, Ucraina, formată din satele Ceaharivka, Letava (reședința), Mîhailivka, Nove Jîttea și Vîhoda.

## Demografie
Componența lingvistică a comunei Letava
     Ucraineană (99,56%)
     Alte limbi (0,43%)
Conform recensământului din 2001, majoritatea populației comunei Letava era vorbitoare de ucraineană (99,56%), existând în minoritate și vorbitori de alte limbi.